# The Creative Assembly
The Creative Assembly es una empresa de videojuegos de PC cuya sede esta en Horsham, Reino Unido. Fue creada en el año 1987 por Tim Ansell. Su producto más famoso que ha hecho y con más tiempo se ha dedicado es la saga Total War. Pero también ha hecho otros juegos que no son de la saga Total War, los juegos oficiales de la Copa del Mundo de Rugby desde el año 1995 hasta el año 2001 o un juego para la Xbox como Stormrise. En marzo de 2005, The Creative Assembly fue adquirida por el gigante japonés Sega como una filial europea. Bajo Sega, se desarrollaron nuevos títulos de Total War, y Creative Assembly entró en el mercado de las consolas con juegos de acción y aventura como Spartan: Total Warrior y Viking: Battle for Asgard.

## Videojuegos
| Título                                    | Año          | Plataforma                                                              |
| ----------------------------------------- | ------------ | ----------------------------------------------------------------------- |
| Stunt Car Racer                           | 1989         | DOS                                                                     |
| Shadow of the Beast                       | 1991         | FM Towns                                                                |
| FIFA International Soccer                 | 1993         | DOS                                                                     |
| Microcosm                                 | 1994         | DOS                                                                     |
| Rugby World Cup 95                        | 1994         | DOS                                                                     |
| ARL 96                                    | 1996         | DOS, Windows                                                            |
| International Rugby League                | 1996         | DOS, Windows                                                            |
| AFL 98                                    | 1998         | Windows                                                                 |
| ICC Cricket World Cup England 99          | 1999         | Windows                                                                 |
| Cricket 2000                              | 2000         | Windows                                                                 |
| Shogun: Total War                         | 2000         | Windows                                                                 |
| Rugby                                     | 2001         | PlayStation 2                                                           |
| Shogun: Total War – The Mongol Invasion   | 2001         | Windows                                                                 |
| Medieval: Total War                       | 2002         | Windows                                                                 |
| Medieval: Total War – Viking Invasion     | 2003         | Windows                                                                 |
| Rome: Total War                           | 2004         | Windows, Android, iOS, macOS                                            |
| Rome: Total War. Barbarian Invasion       | 2005         | Windows                                                                 |
| Spartan: Total Warrior                    | 2005         | GameCube, PlayStation 2, Xbox                                           |
| Rome: Total War. Alexander                | 2006         | Windows                                                                 |
| Medieval II: Total War                    | 2006         | Windows                                                                 |
| Medieval II: Total War: Kingdoms          | 2007         | Windows, Linux, macOS                                                   |
| Viking: Battle for Asgard                 | 2008         | PlayStation 3, Windows, Xbox 360                                        |
| Empire: Total War                         | 2009         | Windows, Linux, macOS                                                   |
| Stormrise                                 | 2009         | PlayStation 3, Windows, Xbox 360                                        |
| Napoleon: Total War                       | 2010         | Windows, macOS                                                          |
| Sonic Classic Collection                  | 2010         | Nintendo DS                                                             |
| Total War: Shogun 2                       | 2011         | Windows, MacOS, Linux                                                   |
| Total War: Shogun 2 – Fall of the Samurai | 2012         | Windows, MacOS, Linux                                                   |
| Total War: Rome II                        | 2013         | Windows, MacOS                                                          |
| Alien: Isolation                          | 2014         | PlayStation 3, PlayStation 4, Windows, MacOS, Linux, Xbox 360, Xbox One |
| Total War: Attila                         | 2015         | Windows, MacOS, Linux                                                   |
| Halo Wars 2                               | 2016         | Windows, Xbox One                                                       |
| Total War: Warhammer                      | 2016         | Windows, MacOS, Linux                                                   |
| Total War: Arena                          | Próximamente | Windows                                                                 |
| Total War Battles: Kingdom                | 2016         | Windows, Mac, Android                                                   |
| Total War: Warhammer II                   | 2017         | Windows, MacOS, Linux                                                   |
| Total War Saga: Thrones of Britannia      | 2018         | Windows, MacOS, Linux                                                   |
| Total War: Three Kingdoms                 | 2019         | Windows, MacOS, Linux                                                   |
| Total War Saga: Troy                      | 2020         | Windows                                                                 |